# Интерлингва (латино-сине-флексионе)
Latino sine flexione (в переводе с лат. — «латынь без словоизменения») — международный искусственный язык на основе латинского языка, созданный итальянским математиком Джузеппе Пеано в 1903 году. После доработки в 1908 году стал называться интерлингва (лат. Interlingua; не следует путать с другим искусственным языком с аналогичным названием).

## Алфавит и правописание
Алфавит латино-сине-флексионе полностью совпадает с латинским:

a b c d e f g h i j k l m n o p q r s t u v w x y z æ œ
То же относится и к правописанию.

## Произношение
Обычно используется произношение, соответствующее так называемому «классическому»/«реконструированному» латинскому:
- B — как [b].
- С — всегда как [k].
- H — как [h] (глухое придыхание), но в сочетаниях ph, th, ch и rh произносятся как [pʰ], [tʰ], [kʰ] и [rʰ] соответственно.
- S — всегда как [s].
- V — как «в» или неслоговое «у».
- Y — как немецкое «ü» или французское «u» («и» с губами как при «у»).
- AE — как [ae̯].
- OE — как [oe̯].
- QU — как «ку» (с неслоговым «у»).

Произношение остальных букв соответствует принятой в России традиции (так называемому «традиционному» произношению). Допустимы те или иные отклонения от этого произношения в сторону традиционного, что отражается и в орфографии (см. выше). Главное ударение всегда падает на последний слог слова, второстепенное — туда, куда это нужно для благозвучия.

## Словарный состав
Основная масса слов также заимствована из латыни, однако в видоизменённой форме. Все существительные берутся в форме аблатива единственного числа. Прилагательные берутся в форме номинатива единственного числа среднего рода (для прилагательных на -e и -um, причем -um меняется на -o) и в форме аблатива в остальных случаях. Глаголы в большинстве случаев имеют форму усечённого латинского инфинитива (отбрасывается окончание -re).

## Общая характеристика словообразования
Латино-сине-флексионе — продукт натуралистического направления в конструировании международных языков. Его грамматика в отдельных отношениях проще грамматики эсперанто (отсутствует, например, склонение прилагательных, изменение глагола по временам, обязательное применение окончания множественного числа). Но при этом система словообразования заимствована у языка-источника — латыни и поэтому обладает всеми качествами системы словообразования европейских естественных языков: наличием исключений, нескольких моделей для образования одного и того же (см. ниже систему обозначения пола, соотношения количественных и порядковых числительных, местоимения и проч.). Поэтому в среднем язык оказывается сложнее любого другого автономного для человека, не знающего в той или иной мере латынь.

## Словоизменение

### Глагол
У глагола нет категорий лица и числа. Например: Me salta. — Я прыгаю. Vos salta. — Вы прыгаете. Illo salta. — Он, она, оно прыгает.
Отсутствует и категория времени: будущее может быть выражено употреблением в предложении наречия i, а прошедшее — наречия e, указывающих на время существительных. Сам же глагол при этом не изменяется. Для выражения будущего времени могут использоваться обороты с модальными глаголами vol и debe. Нет изменения по наклонениям (изъявительному, сослагательному, повелительному и т. п.).
От собственно глагола можно образовать три вербоида: инфинитив — прибавлением суффикса -re, действительное причастие прибавлением -nte и страдательное причастие прибавлением -to. Например: ama — люблю и проч., amare — любить, amante — любящий, amato — любимый.
Сочетание вспомогательного глагола es «быть» со страдательным причастием образуют форму пассивного залога. Активный деятель при этом вводится при помощи ab. Например: Filio es amato ab matre — Сын любим матерью.

### Существительное
В латино-сине-флексионе существует окончание множественного числа существительных — -s (filio — сын, filios — сыновья). Но это окончание можно не употреблять, когда множественное число видно из контекста. То есть, decem simias и decem simia одинаково значат «десять обезьян».
Грамматического рода нет. Пол может быть выражен при помощи смены корня, прибавления определённых суффиксов или добавки слов mas — мужской и femina — женский. Например: patre — отец, matre — мать, propheta — пророк, prophetissa — пророчица, cane mas — кобель, cane femina — сука. Последняя модель является продуктивной, первые две — непродуктивными.
Падежные отношения передаются порядком слов и предлогами (например, родительный падеж — предлогом de).

### Прилагательное
Прилагательное неизменяемо. Степени сравнения образуются при помощи прибавления определённых наречий.

### Числительное

#### Количественные и порядковые
Система числительных заимствована из латыни в несколько упрощённом виде.
| Количественное            | Перевод   | Порядковое   | Перевод    |
| ------------------------- | --------- | ------------ | ---------- |
| uno                       | один      | primo        | первый     |
| duo                       | два       | secundo      | второй     |
| tres                      | три       | tertio       | третий     |
| quatuor                   | четыре    | quarto       | четвёртый  |
| quinque                   | пять      | quinto       | пятый      |
| sex                       | шесть     | sexto        | шестой     |
| septem                    | семь      | septimo      | седьмой    |
| octo                      | восемь    | octavo       | восьмой    |
| novem                     | девять    | nono         | девятый    |
| decem                     | десять    | decimo       | десятый    |
| viginti или duo decem     | двадцать  | vigesimo     | двадцатый  |
| triginta или tres decem   | тридцать  | trigesimo    | тридцатый  |
| nonaginta или novem decem | девяносто | nonagesimo   | девяностый |
| centum                    | сто       | centesimo    | сотый      |
| mille                     | тысяча    | millesimo    | тысячный   |
| millione                  | миллион   | millionesimo | миллионный |

Количественные числительные от 11 до 19 образованы путём сочетания количественных числительных первого десятка по модели decem-uno или decem et uno «одиннадцать». Порядковые — путём сочетания порядковых числительных первого десятка по модели decimo-unio «одиннадцатый». Количественные числительные от 40 до 80 — путём добавления числительным первого десятка -aginta (конечная гласная, если она есть, при этом отбрасывается): quintaginta «пятьдесят». Порядковые числительные образуются путём замены в количественных -inta на -esimo: quintagesimo «пятидесятый».

### Наречие
Непроизводные наречия заимствованы из латыни. Образование наречий от прилагательных осуществляется при помощи выражений cum mente и in modo. Например: in modo fraterno — по-братски, cum mente diligente — старательно.
Наречия от существительных образуются при помощи in modo de (например: in modo de fratre — по-братски).

### Местоимения

#### Личные местоимения
|        | Единственное | Множественное |
| ------ | ------------ | ------------- |
| Первое | me           | nos           |
| Второе | te           | vos           |
| Третье | illo*        | illos         |

(*) Существуют также специальные формы illa — она и id — оно, а также особая форма illas — множественное число от illa.

#### Возвратные местоимения
| Латино  | Перевод  |
| ------- | -------- |
| se      | себя     |
| se ipso | сам себя |

#### Притяжательные местоимения
|        | Единственное | Множественное |
| ------ | ------------ | ------------- |
| Первое | meo          | nostro        |
| Второе | tuo          | vostro        |
| Третье | suo          | suo           |

#### Вопросительные местоимения
| Латино | Перевод        |
| ------ | -------------- |
| qui?   | кто?           |
| que?   | что? какой из? |

#### Относительные местоимения
| Латино | Перевод                 |
| ------ | ----------------------- |
| que    | что, который (из)*      |
| qui    | кто **                  |
| quod   | что                     |
| quem   | что, которого, кого *** |
| utro   | который из двух         |

(*) Именительный падеж, только для вещей. 

(**) Именительный падеж, только для людей. 

(***) Винительный падеж как для людей, так и для предметов.

#### Указательные местоимения
| Латино        | Перевод           |
| ------------- | ----------------- |
| illo          | то (он, она, оно) |
| illos         | те (они)          |
| ce, hoc, isto | это, эти          |
| tale          | такой             |
| quale         | такой, как        |
| ipso          | сам               |
| idem          | тот же самый      |

#### Неопределённые местоимения
| Латино  | Перевод            |
| ------- | ------------------ |
| aliquo  | что-то, кто-то     |
| uno     | некто              |
| omne    | все, каждый        |
| nemine  | никто              |
| alio    | другой             |
| solo    | один, единственный |
| toto    | весь               |
| neutro  | ни один из двух    |
| altero  | один из двух       |
| utroque | оба                |

### Синтаксис
Подлежащее ставится перед сказуемым. Прямое дополнение — после сказуемого. Прилагательные ставятся после определяемого существительного. Наречие помещается после определяемого глагола и перед определяемым прилагательным.

## Пример текста
| Латынь | Латынь без словоизменения |
| Germania omnis a Gallis Raetisque et Pannoniis Rheno et Danuvio fluminibus, a Sarmatis Dacisque mutuo metu aut montibus separatur: cetera Oceanus ambit, latos sinus et insularum inmensa spatia complectens, nuper cognitis quibusdam gentibus ac regibus, quos bellum aperuit. Rhenus, Raeticarum Alpium inaccesso ac praecipiti vertice ortus, modico flexu in occidentem versus septentrionali Oceano miscetur. Danuvius molli et clementer edito montis Abnobae iugo effusus pluris populos adit, donec in Ponticum mare sex meatibus erumpat: septimum os paludibus hauritur. | Fluvios Rheno et Danuvio separa toto Germania ab Gallos, Raetos et Pannonios; montes, aut metu mutuo, separa illo ab Sarmatas et Dacos: Oceano ambi ceteros, complectente sinus lato de mari et spatios immenso de insulas, ad certo gentes et reges recente cognito, aperto ab bello. Rheno, orto in vertice inaccesso et praecipite de Alpes Raetico, flecte se parvo versus occidente et misce se in Oceano septentrionale. Danuvio, effuso in jugo molle et clemente edito de monte Abnoba, visita plure populo, usque illo erumpe in mari Pontico per sex cursu: ore septimo perde se in paludes. |